# Шападас-ду-Алту-Итапекуру (микрорегион)

Шападас-ду-Алту-Итапекуру на карте.

Шападас-ду-Алту-Итапекуру (порт. Microrregião das Chapadas do Alto Itapecuru) — микрорегион в Бразилии, входит в штат Мараньян. Составная часть мезорегиона Восток штата Мараньян. Население составляет 209 338 человек (на 2010 год). Площадь — 25 016,571 км². Плотность населения — 8,37 чел./км².

## Демография
Согласно сведениям, собранным в ходе переписи 2010 г. Национальным институтом географии и статистики (IBGE), население микрорегиона составляет:
| Полное население                             | Полное население                             | Полное население                             | Полное население                             | 209 338 |
| -------------------------------------------- | -------------------------------------------- | -------------------------------------------- | -------------------------------------------- | ------- |
| в том числе:                                 | Городское население                          | 127 349                                      | Процент городского населения, %              | 60,83   |
|                                              | Сельское население                           | 81 989                                       | Процент сельского населения, %               | 39,17   |
|                                              | Мужское население                            | 104 852                                      | Процент мужского населения, %                | 50,09   |
|                                              | Женское население                            | 104 486                                      | Процент женского населения, %                | 49,91   |
| Плотность населения, чел/км²                 | Плотность населения, чел/км²                 | Плотность населения, чел/км²                 | Плотность населения, чел/км²                 | 8,37    |
| Население микрорегиона в % к населению штата | Население микрорегиона в % к населению штата | Население микрорегиона в % к населению штата | Население микрорегиона в % к населению штата | 3,18    |

## Статистика
- Валовой внутренний продукт на 2003 год составляет 255 809 168,00 реалов (данные: Бразильский институт географии и статистики).
- Валовой внутренний продукт на душу населения на 2003 год составляет 1304,51 реала (данные: Бразильский институт географии и статистики).
- Индекс развития человеческого потенциала на 2000 год составляет 0,586 (данные: Программа развития ООН).

## Состав микрорегиона
В составе микрорегиона включены следующие муниципалитеты:
1. Баран-ди-Гражау
2. Колинас
3. Жатоба
4. Лагоа-ду-Мату
5. Мирадор
6. Нова-Иорки
7. Параибану
8. Пасажен-Франка
9. Пастус-Бонс
10. Сукупира-ду-Норти
11. Сукупира-ду-Риашан
12. Сан-Франсиску-ду-Мараньян
13. Сан-Жуан-дус-Патус